# Quotenrückversicherung
Bei einer Quotenrückversicherung (QRV) ist der Rückversicherer mit einem festgelegten Prozentsatz, der Quote, an allen gezeichneten Risiken beteiligt.

## Definition
Die Quotenrückversicherung stellt eine Form des proportionalen Rückversicherungsvertrags dar. Hierbei haftet der Rückversicherer mit einem festgelegten prozentualen Höchstanteil an allen Risiken des Gesamtbestands des Erstversicherers in dem rückgedeckten Segment.
Prämien- und Schadenszahlungen werden gemäß dieser vereinbarten Quote aufgeteilt (erstere abzüglich einer Rückversicherungsprovision). Den Anteil des Erstversicherers nennt man Selbstbehalt. Hat der Rückversicherer eine Quote von 30 %, so ist er an jedem Schaden (der im Rückversicherungsvertrag versicherten Risiken), den der Erstversicherer zu decken hat, mit 30 % beteiligt. Der Selbstbehalt für den Erstversicherer entspricht in diesem Fall 70 %. Die QRV ist eine proportionale (anteilige) Rückversicherung.
- Die Risiken in der Rückversicherung werden im gleichen Verhältnis zwischen Erst- und Rückversicherer aufgeteilt.
- Die Haftungsgrenze des Rückversicherers ist auf ein absolutes Maß festgelegt.
- Der Selbstbehalt des Erstversicherers und der Anteil des Rückversicherers prozentual festgelegt.
- Bei mehreren Rückversicherern trägt jeder einen festgelegten Anteil, entweder des Gesamtrisikos oder als Prozentsatz der Zession.[2]

## Vor- und Nachteile
Vorteil einer QRV:
- Geringer Verwaltungsaufwand beim Rückversicherungsunternehmen, da die Akquisition, Kalkulation, Vertragsverwaltung und Schadenbearbeitung durch den Erstversicherer erfolgt.[3] Als Anteil an diesen Kosten wird eine Rückversicherungsprovision für diese Verwaltungsaufwendungen festgelegt.[1]
- In gewissem Rahmen eine Verbesserung der Solvabilitätslage des Erstversicherers.

Nachteil einer QRV:
- Für den Erstversicherer handelt es sich um eine verhältnismäßig teure Form der Rückversicherung, da Teile sämtlicher Risiken an den Rückversicherer abgegeben werden, obwohl er viele Risiken vollständig aus eigener Finanzkraft decken könnte. Allerdings handelt es sich um einen (in der Regel) umfassenden Risikotransfer.